# Michele Liuzzi
Michele Liuzzi (Nápoles, 3 de febrero de 1975) es un deportista italiano que compitió en lucha libre. Ganó una medalla de plata en el Campeonato Europeo de Lucha de 1999, en la categoría de 58 kg.

## Palmarés internacional
| Campeonato Europeo | Campeonato Europeo  | Campeonato Europeo | Campeonato Europeo |
| Año                | Lugar               | Medalla            | Categoría          |
| ------------------ | ------------------- | ------------------ | ------------------ |
| 1999               | Minsk (Bielorrusia) | Medalla de plata   | 58 kg              |